# تیم ملی فوتبال سنت کیتس و نویس
تیم ملی فوتبال سنت کیتس و نویس نمایندهٔ کشور سنت کیتس و نویس در مسابقات بین‌المللی است که زیر نظر فدراسیون فوتبال سنت کیتس و نویس فعالیت می‌کند.
اولین بازی رسمی این تیم در تاریخ ۳ ژوئن ۱۹۷۹ میلادی در برابر تیم ملی فوتبال جامائیکا برگزار شده‌است.